# Llengües del Pakistan
Al Pakistan es parlen dotzenes de llengües com a llengües maternes. Cinc d'elles tenen més que 10 milions de parlants cadascuna: panjabi, paixtu, sindhi, seraiki i urdú. Gairebé totes les llengües del Pakistan pertanyen al grup indoiranià de la família indoeuropea.
L'urdú és considerada la llengua nacional del país. A més, és cooficial juntament amb l'anglés. El país també té diverses llengües regionals, incloent el panjabi, seraiki, paixtu, sindhi, balutxi, gujarati, caixmiri, hindko, brahui, shina, balti, khowar, dhatki, haryanvi, marwari, wakhi i buruixaski. Quatre d'aquestes són, oficialment, llengües provincials del Pakistan: panjabi, paixtu, sindhi i balutxi.
Ethnologue llista 74 llengües en Pakistan. D'aquestes, 66 son indígenes i 8 serien foranes. En termes de vitalitat, 6 estan classificades com a 'institucionalitzades', 18 com 'en expansió', 39 són relativament 'vigoroses', 9 estan 'amenaçades', i 2 estan 'morint', és a dir, greument amenaçades.

## Estadístiques
Llengües del Pakistan (2017)
| Grau | Llengua  | 2017 cens | 1998 cens | 1981 cens | 1961 cens | 1951 cens |
| ---- | -------- | --------- | --------- | --------- | --------- | --------- |
| 1    | Panjabi* | 38.78%    | 44.15%    | 48.17%    | 56.39%    | 57.08%    |
| 2    | Paixtu   | 18.24%    | 15.42%    | 13.35%    | 8.47%     | 8.16%     |
| 3    | Sindhi   | 14.57%    | 14.1%     | 12.7%     | 12.59%    | 12.85%    |
| 4    | Seraiki* | 12.19%    | 10.53%    | 9.54%     |           |           |
| 5    | Urdú     | 7.08%     | 7.57%     | 7.60%     | 7.57%     | 7.05%     |
| 6    | Balutxi  | 3.02%     | 3.57%     | 3.02%     | 2.49%     | 3.04%     |
| 7    | Altres   | 6.12%     | 4.66%     | 5.62%     | 12.49%    | 11.82%    |

- El seraiki fou inclòs amb el panjabi en els censos de 1951 i 1961.

## Llengua nacional
L'urdú (اردو) és la llengua nacional (قومی زبان), llengua franca i una de dues llengües oficials del Pakistan. Tot i que només el 7% dels pakistanesos el parlen com a primera llengua, és amplament parlada com a segona llengua per la gran majoria de ciutadans i comença a reemplaçar les altres degut a la ràpida urbanització del país. Va ser introduït com la llengua franca amb la capitulació i annexió de Sindh (1843) i Panjab (1849) desplaçant el persa.
S'utilitza de forma general, tant formalment com informal, per a correu privat així com publicacions, en l'esfera literària i en els mitjans de comunicació de masses. És una assignatura obligatòria durant tota l'etapa primària i secundària de l'educació. És la llengua materna de la majoria de mohajirs (refugiats musulmans que fugiren de diferents llocs de l'Índia després de la independència del Pakistan en 1947) i biharis (provinents del Pakistan Oriental per la Guerra d'Alliberament de Bangladesh de 1971), que constitueixen el 8% de la població del Pakistan, i és la segon llengua pel que fa a la resta. Com a llengua nacional del Pakistan, l'urdú ha estat promogut per enfortir la unitat nacional. S'escriu amb una forma modificada de l'alfabet persoàrab—normalment en l'estil Nastaliq.

Proporció de persones amb l'urdú com a llengua materna en cada districte pakistanés segons el cens de Pakistan de 2017

## Llengües provincials

### Panjabi

Proporció de persones amb el panjabi com a llengua materna en cada districte pakistanés segons el cens de Pakistan de 2017.

El panjabi (پنجابی) és la llengua més parlada en Pakistan. És la primera llengua per a quasi el 40% dels pakistanesos, majoritàriament en Panjab. És el 11é dioma més parlat de l'Índia, i el tercer amb més parlants nadius del subcontinent indi.
Tot i que el panjabi era la llengua majoritària del Pakistan Occidental, quan Pakistan va ser creat en 1947, i el bengalí ho era del Pakistan Oriental i, en conjunt, de tot el Pakistan; l'anglès i l'urdú es van triar com les llengües oficials. La raó darrere l'elecció de l'urdú és la seua associació amb el nacionalisme del sud asiàtic musulmà, i perquè els caps de la nova nació volgueren una llengua nacional comuna en comptes d'una llengua majoritàriament ètnica. L'article 251 de la Constitució del Pakistan declara que aquests dues llengües serian les úniques oficials a nivell nacional, mentre que els governs provincials podrien fer disposicions per a l'ús d'altres llengües. Finalment, el panjabi esdevingué llengua provincial a la Província de Panjab.
La llengua panjabi és parlada més o menys a la zona entre Islamabad i Delhi. Es pren com a registre estàndard el dialecte majhi, propi dels districtes de Lahore, Sialkot, Gujranwala i Sheikhupura, i és escrit segons l'estil shahmukhi. Els parlants de seraiki i hindko han estat inclosos en el nombre total de parlants de panjabi amb anterioritat.

### Paixtu

Proporció de persones amb el paixtu com a llengua materna en cada districte pakistanés segons el cens de Pakistan de 2017.

El paixtu (پښتو) és parlat com a primera llengua per més del 18% de pakistanesos, principalment en Khyber Pakhtunkhwa, incloent Àrees Tribals de Pakistan, anteriorment Àrees Tribals Administrades Federalment (FATA); al Balutxistan nord-oriental; així com per les comunitats de paixtus en les ciutats de Karachi, Islamabad, Rawalpindi i Lahore. Karachi és, de fet, una de les ciutats del món on més paixtu es parla. El paixtu es parla també en el veí Afganistan, on gaudeix d'estatus d'oficialitat.
Hi ha tres grups dialectals principals, dividits per certes isoglosses les quals permeten agrupar nomborsos subdialectes; aquests són el pakhto, varietat septentrional propi de Peshawar, el paixtu central i el paixtu meridional, amb fricatives més suaus i propi de Quetta. En Khushal Khan Khattak (1613–1689) i en Rahman Baba (1633–1708) son poetes amb renom i escriviren en llengua paixtu. En l'última part de segle xx, han sorgit grans poetes en aquesta llengua com Ghani Khan, Khatir Afridi i Amir Hamza Shinwari.

### Sindhi

Proporció de persones amb el sindhi com a llengua materna en cada districte pakistanés segons el cens de Pakistan de 2017.

El sindhi (سنڌي) és parlat com a primera llengua per gairebé el 15% dels pakistanesos, majoritàriament a la província de Sind, però també a certes parts de Balutxistan i a Panjab meridional. Té una literatura rica i s'ensenya en l'escola. El sindhi té 53,4 milions de parlants al Pakistan i aproximadament 5.8 milions a l'Índia, així com 2.6 milions arreu del món. És la llengua oficial de la província de Sind i, a més, el govern federal de l'Índia la reconeix atorgant-li cert estatus d'oficialitat. Els districtes balutxis de Lasbela (on s'hi troba la tribu Lasi) i Jafarabad, així com els districtes sindhis de Naseerabad, Rahim Yar Khan i Dera Ghazi Khan tenen comunitats importants de parlants nadius; als quals se'ls ha de sumar els parlants de la diàspora. El sindhi té sis dialectes importants: Sireli, Vicholi, Lari, Thari, Lasi i Kachhi. S'escriu en alfabet àrab amb diverses lletres addicionals per acomodar-hi sons especials. Les ciutats més grans en el domini lingüístic sinshi son Karachi, Hyderabad, Sukkur, Shikarpur, Dadu, Jacobabad, Larkana i Nawabshah.

### Balutxi

Proporció de persones amb el balutxi com a llengua materna en cada districte pakistanés segons el cens de Pakistan de 2017.

El balutxi (بلوچی) és parlat com a primera llengua per més del 3% dels pakistanesos, majoritàriament a la província de Balutxistan. El dialecte amb més parlants és el Rakshani, mentre que el Sarhaddi és un subdialecte d'aquest. Altres subdialectes son Kalati (Qalati), Chagai-Kharani i Panjguri. Es considera que el balutxi muntanyés oriental i el balutxi septentrional pertànyen a grups dialectals diferents per la seua dissimiltud.

## Llengües subprovincials

### Seraiki

Proporció de persones amb el seraiki com a llengua materna en cada districte pakistanés segons el cens de Pakistan de 2017.

El seraiki (sarā'īkī, també com siraiki) és una llengua indoariana del grup Lahnda i es parla a la meitat sud-occidental de la província de Panjab. El seraiki té un grau d'intel·ligibilitat molt alt amb el panjabi estàndard i hi comparteix molt de lèxic i morfologia. Alhora, la seua fonologia és radicalment diferent per la manca de tons, la preservació de consonants aspirades sonores i el desenvolupament de consonants implosives. Té característiques gramaticals importants en comú amb el sindhi parlat més al sud. El seraiki és la llengua materna d'uns 20 milions de persones en Pakistan, estenent el domini lingüístic a través de Panjab meridional, parts de Khyber Pakhtunkhwa i algunes regions frontereres ambs Sindh al nord i Balutxistan a l'est.

### Brahui

Proporció de persones amb el brahui com a llengua materna en cada districte pakistanés segons el cens de Pakistan de 2017.

El brahui (براھوی), a diferència de les anteriors, és una llengua dràvida pròpia de l'àrea central i centreoriental de la provínicia de Balutxistan. Aquesta llengua ha estat influïda pel veí balutxi i, en menor mesura, pel sindhi i el paixtu. L'1% de la població pakistanesa la té com a primera llengua.

### Shina
El shina (شینا), o tshina, és una llengua dàrdica parlada per diferents grups humans a la província més septentrional del Pakistan, Gilgit–Baltistan. El seu domini lingüístic abasta les valls d'Astore, Chilas, Dareil, Tangeer, Gilgit, Ghizer i Kohistan, en la provínicia de Gilgit–Baltistan, arribant fins a les de Gurez, Drass, Kargil, Karkit Badgam i Ladakh, a Caixmir. Al 1981 hi havia al voltant de 321,000 de parlants del dialecte gilgiti mentre que l'estimació actual és de gairebé 600,000 parlants.

### Caixmiri
El caixmiri (كأشُر) és, com l'anterior, una llengua dàrdica pròpia d'Azad Caixmir, un territori en disputa administrat oficialment pel Pakistan. S'hi troben uns 124,000 de parlants nadius, el que constitueix el 2% de la població.

### Balti
El balti (སྦལ་ཏི་ སྐ་ད།) és l'única llengua sinotibetana del Pakistan. Es parla la regió de Baltistan, en la província pakistanesa de Gilgit–Baltistan, i la ciutat de Kargil, en l'Índia. Fou originalment escrita en alfabet tibetà, però actualment el persa és el més emprat.

## Altres llengües

### Àrab
L'àrab, llengua amb gran influència en àmbits religiosos i literaris, va estar la llengua oficial quan el territori de l'estat modern de la República Islàmica de Pakistan formava part del Califat Omeia entre 651 i 750.
L'àrab és nomenat en la constitució del Pakistan, la qual declara en el seu art. 31 nº 2: L'estat es deu esforçar, pel que fa als musulmans de Pakistan, a (a) fer obligatori l'aprenentatge del Sant Alcorà i l'Islamiat, per animar i facilitar el saber de la llengua àrab ..."
L'àrab és la llengua religiosa de musulmans. L'Alcorà, la sunna, el hadit i la teologia musulmana s'ensenyen en àrab, amb traduccions d'urdú. La diàspora pakistanesa resident a altres indrets d'Orient Mitjà ha incrementat la quantitat de pakistanesos amb l'àrab com a segon llengua. A més de les escoles i universitats, l'àrab és ensenyat com a llengua religiosa en mesquites i madrasses. La majoria de la població musulmana del Pakistan ha tingut alguna classe d'instrucció no reglada en la lectura, escriptura i pronuncia de l'àrab com a part de la seua educació religiosa.
La Política Nacional d'Educació de 2017 declara en article 3.7.4: L'àrab, com a part obligatòria del currículum, serà integrat en els Estudis Islàmics des de l'educació primària fins a la secundària per permetre els estudiants l'enteniment del Sant Alcorà. A més, especifica en l'article 3.7.6: L'àrab, com assignatura optativa, s'ha d'oferir adequadament als insituts de secundària i nivells superiors amb literatura i gramàtica al seu programa per tal que els aprenents dominen la llengua. Aquesta llei és també vàlida per a escoles privades com es defineix en article 3.7.12: El currículum en islamiyat, àrab i educació moral del sector públic s'estendrà a les institucions privades, segons un criteri d'uniformitat.

### Persa
El persa fou la llengua oficial i culturalment hegemònica del l'Imperi Mongol. Tot i això, aquesta etapa històrica representa només una continuació de la presència de la llengua des de la seua introducció durant les invasions de pobles turquesos, provinents de l'Àsia central, al subcontinent indi i l'establiment del sultanat turcopersa de Delhi. El persa fou oficialment abolit amb l'arribada del britànics, en Sindh al 1843 i en Panjab al 1849. Hui es parla principalment pels dari, refugiats d'Afganistan, i un xicotet nombre de hazares balutxis. Els hazares pakistanesos parlen hazaragui, llengua amb una independència del persa debatuda.

### Bengalí
El bengalí no és una llengua oficial a Pakistan, però un número significatiu de ciutadans pakistanesos emigraren des de Bengala Oriental cap a Pakistan Occidental i Oriental abans del 1971. Així, el bengalí es reconegé com la segona llengua d'oficial de Pakistan el 29 de febrer de 1956, i hi ha un article a la constitució del país, el 214(1), que es reescriví, incloent-l'hi. Als parlants actuals de bengalí, s'inclouen els immigrants il·legals de Bangladesh després la desfeta de 1971. La majoria de pakistanesos bengaloparlants i biharis son bilingües parlant tant en urdú com en bengalí, i resideixen principalment en Karachi.

### Llengües turqueses
Les llengües turqueses van ser utilitzades per la classe dominantturcomongola durants els períodes de l'Imperi Mongol però abans també, durant el Sultanat de Delhi. Hi ha xicotetes comunitats de parlants disperses per tot el país, notablement en les valls de les regions més septentrionals, les quals romanen adjacents a Àsia central. Aquestes son al voltant de Kanigoram, a la regió pakistanesa de Waziristan, on la tribu burki hi habita. A més, s'han d'incloure els centres urbans de Karachi, Lahore i Islamabad. L'autobiografia del primer emperador mongol Babur Tuzk Babari fou també escrita en turc. Després la tornada de l'exili a la pèrsia safàvida en 1555, l'emperador mongol Humayun consolidà la presència de la cultura i llengua persa en la cort i el govern. El txagatai, llengua en la qual Baber escriví les seues memòries, va desaparèixer gairebé totalment durant el seu regnat i el successor, l'emperador Akbar fou incapaç de parlar-la mai.
Parlants d'aquestes llengües, majoritàriament refugiats uzbeks i turcmans des d'Afganistan i uigurs des de la Xina, s'han instal·lat en Pakistan.

### Anglés
L'anglès és la llengua colonial i una de les dues llengües cooficials del Pakistan. S'empra com a llengua de treball per les institucions pakistaneses, així com del funcionariat i les forces armades del país. De fet, la constitució i lleis de Pakistan foren escrites inicialment en anglés i ara s'estan reescrivint en les llengües locals. També s'ensenya en escoles, instituts i universitats i és la llengua vehicular o d'instrucció. L'anglès és vist com una llengua d'ascens social, i el seu ús està augmentant notablement en la classe alta, on a sovint es deixen a banda les llengües pakistaneses natives. En 2015, va ser anunciat que hi havia plans per promoure l'urdú en tractes oficials, però el ministre pakistanés de planificació, Ahsan Iqbal declarà: L'urdú serà una llengua vehicular secundària i tots els negocis seran bilingües. També va continuar per dir que l'anglés s'ensenyaria conjuntament amb l'urdú a les escoles.

### Llengües autòctones

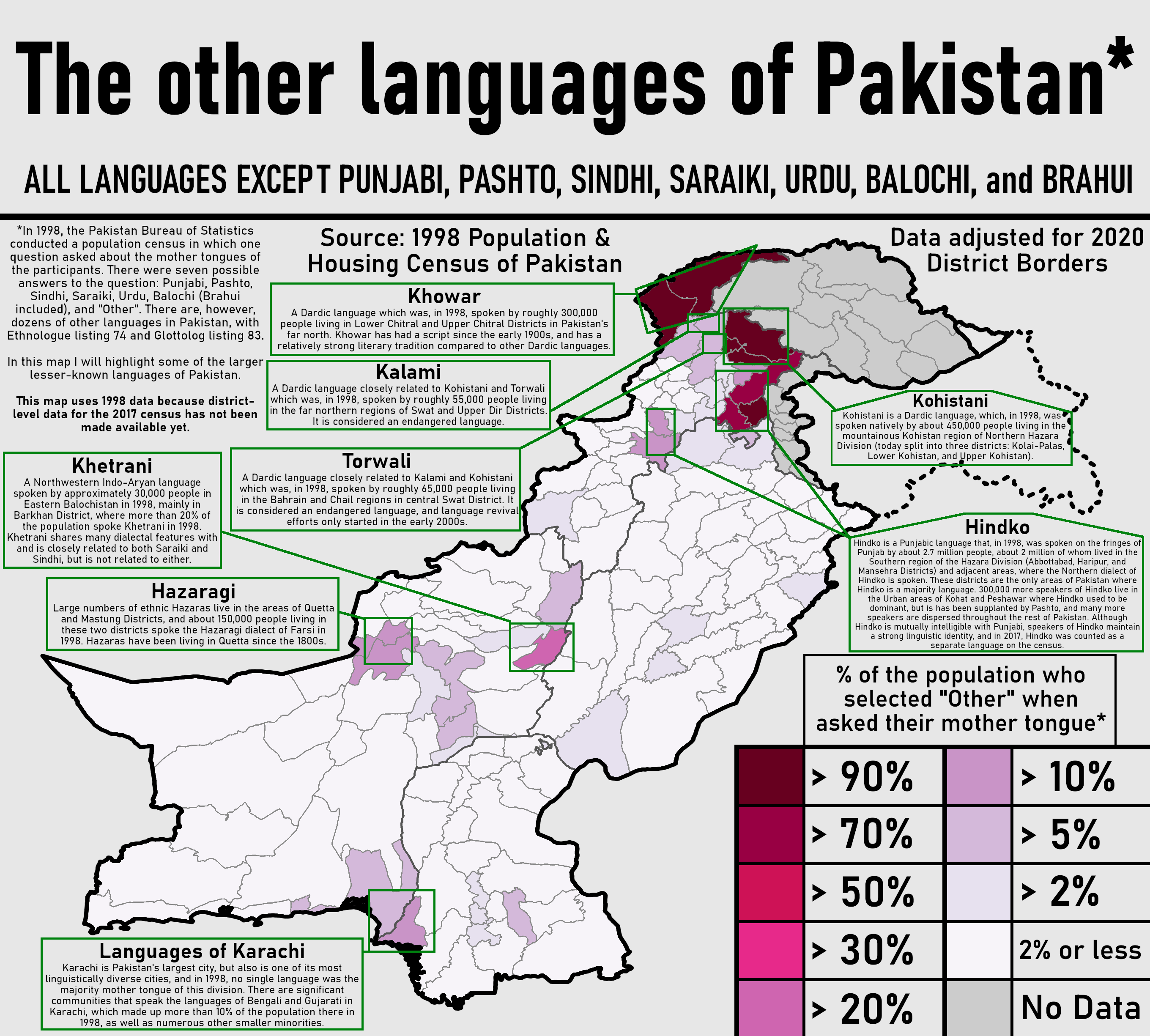
El mapa que mostra les altres llengües autòctones segons el cens de Pakistan de 2017.

Entre les altres llengües parlades per minories lingüístiques s'inclouen les llengües llistades a baix, amb parlants que van des dels pocs centenars fins a milers. D'aquestes, unes quantes es consideren llengües greument amenaçades que podrien perdre tots els parlants en un futur proper.
- Aer
- Badeshi
- Bagri/Vagri
- Balti
- Bateri
- Bengali
- Bhaya
- Bhojpuri
- Brahui
- Brokskat
- Burushaski
- Chilisso
- Dari
- Dameli
- Dehwari
- Dogri
- Domari
- Dhatki/Thari
- Domaaki
- Gawar-Bati
- Ghera
- Goaria
- Gowro
- Gujarati
- Gujari
- Gurgula
- Haryanvi
- Hazaragi
- Hijra Farsi
- Hindi
- Hindko
- Jadgali
- Jandavra
- Jogi
- Kalami
- Kalasha-mun
- Kalkoti
- Kamkata-vari
- Kamviri
- Kangri
- Caixmiri
- Kati
- Kauravi
- Khetrani
- Khowar
- Kundal Shahi
- Kurd
- Kyrgyz
- Indus Kohistani
- Koli-Kachi
- Koli-Parkari
- Konkani
- Kutchi/Kachchi
- Ladakhi
- Lahnda
- Lasi
- Loarki
- Mankiyali
- Marathi
- Marwari
- Memoni
- Mewari
- Moghol
- Munji
- Nuristani
- Od
- Omani Arabic (Gwadar)
- Ormuri
- Pahari-Pothwari
- Palula
- Llengua de Signes Pakistanesa
- Parya
- Pashai
- Pogali
- Purgi
- Rajasthani
- Rangri
- Rohingya
- Romaní
- Sansi
- Sarikoli
- Sawi
- Shina
- Shughni
- Shumashti
- Sistani
- Sindhi Bhil
- Tajik
- Thali
- Torwali
- Turcman
- Ushoji
- Uigur
- Uzbek
- Vaghri
- Wadiyara Koli
- Wakhi
- Wanetsi
- Waziristani
- Yidgha
- Zangskari

### Llengües foranes
A data del cens de 2017, alguns pakistanesos aprenien xinés per fer negocis amb empreses de la República Popular de la Xina.

## Classificació
Les llengües indoarianes deriven d'una llengua comuna reconstruïda o protollengua, anomenada protoindoiranià.

### Indoiranianes
La majoria de les llengües de Pakistan pertanyen a la branca indoiraniana (també anomenada indoirànica) de la família indoeuropea. Es divideixen en dos o tres grups importants: indoàries (la majoria, incloent-hi l'urdú, el panjabi, el sindhi, el hindko i el seraiki), iràniques o irànies (el paixtu, el balutxi i el khowar, entre d'altres) i dàrdiques (com el caixmiri). A vegades les llengües dàrdiques es consideren un grup diferenciat dins la branca indoiraniana, però molts lingüístes creuen que aquestes llengües no poden agrupar-se sense les indoàries. La llengua nuristani, considerada part d'un altre grup indoiranià, és parlada pels nuristanis, una minoria afgana de prop la frontera, però no es coneix si es parla de forma autòctona al Pakistan.

#### Indoarianes
La majoria de les llengües parlades en les regions orientals de Pakistan pertanyen a aquest grup. A més, les llengües més parlades de la branca fromen un contínuum dialectal. Un d'aquests continuums lahnda, i inclou el panjabi occidental (però no el panjabi estàndard), el hindko septentrional i meridional, el khetrani, el seraiki, i el pahari-potwari, més dues llengües dels països veïns. L'altre és el marwari i inclou el marwari de Pakistan, el dhundari, el marwari, el merwari, el mewari i el shekhawati, a l'Índia. El tercer s'anomena rajasthani i consisteix en el bagri, el gujari, el loarki en Pakistan i molts altres en l'Índia: el gade lohar, el haraoti (o hadothi), el malvi, i el wagdi.
Tot i que l'urdú no en forma part de cap, és el dialecte més important de l'hindustànic i difereix lleugerament de l'hindi, un altre dialecte hindustànic propi de l'Índia.

#### Iranianes
La majoria de les llengües parlades en les regions occidentals de Pakistan pertanyen a aquest grupi i hi trobem diversos contínuums dialectals també: el balutxi, que inclou les parles orientals, occidentals i meridionals; i el paixtu, que inclou les parles septentrionals, centrals, i meridionals.

### Altres
Les següents tres llengües de Pakistan no son part de la família indoeuropea:
- El brahui (parlat en el centre de la província de Balutxistan) és una llengua dràvida. El seu vocabulari ha estat significativament influït pel balutxi. És una llengua distinta dins la família de les dràvides i, per tant, no pertany a cap subgrup.
- El dialecte balti del ladakhi (parlat en una àrea del sud de Gilgit–Baltistan) és una llengua tibetobirmana.[24]
- El buruixaski (parlat a les valls de Hunza, Nagar, Yasin, i Ishkoman) és una llengua aïllada sense alfabet propi pel que utilitza el mateix que l'urdú, basat en l'àrab amb variacions perses.

## Sistemes d'escriptura

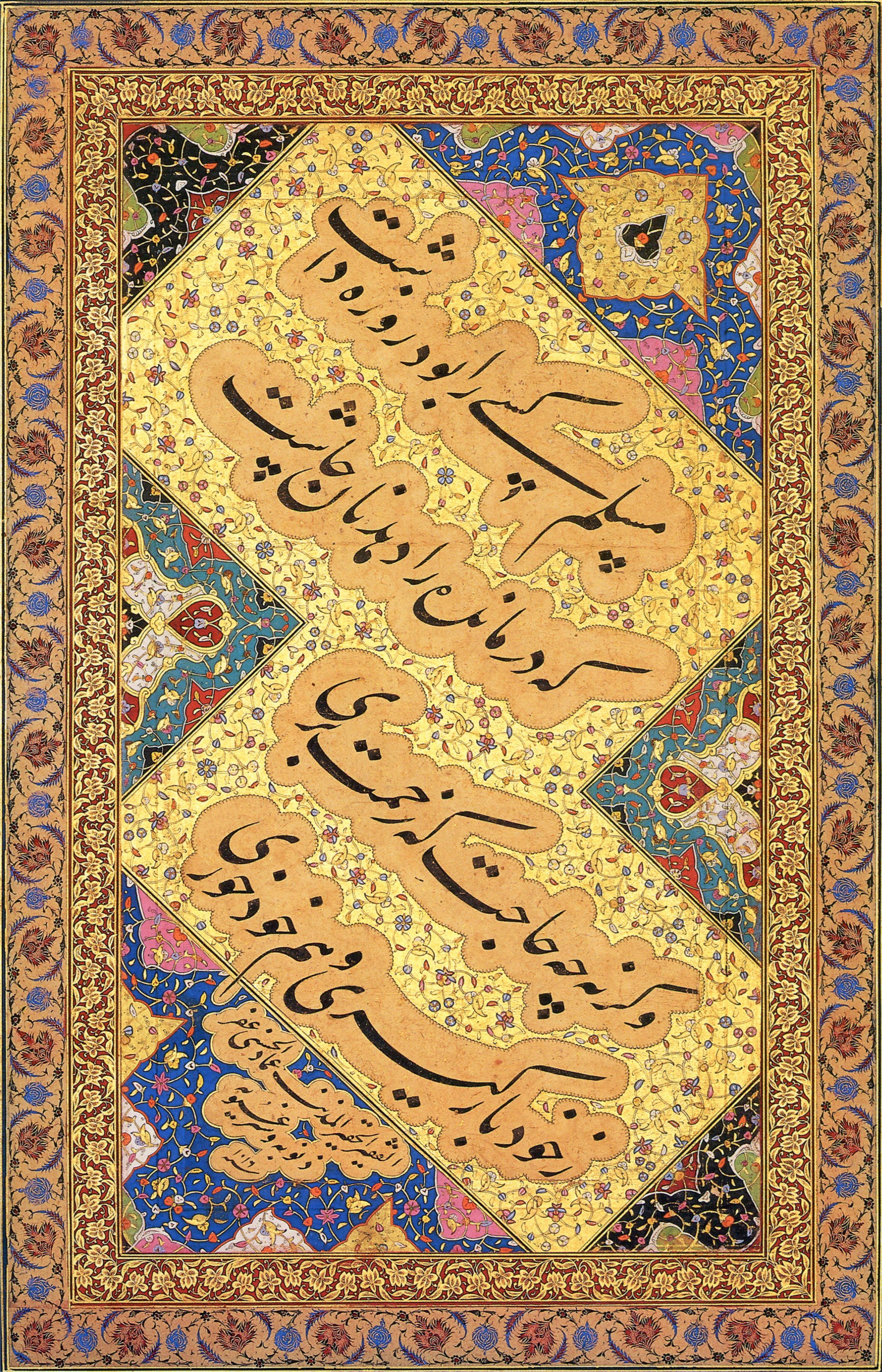
Xalipa, Mir Emad

A part de l'anglés i el kalasha, que son escrits amb l'alfabet llatí, i el balti, que s'escriu amb l'alfabet tibetà, la majoria de llengües de Pakistan empren l'alfabet persa. La raó la trobem amb el passat de la regió, dominada antigament per l'Imperi Mongol, quan s'adoptà el persa a la cort reial. Durant a aquesta època, l'estil Nastaʿlīq de l'alfabet es començà a utilitzar per tot el sud asiàtic, fins hui dia. En Pakistan, gairebé tot l'urdú s'escriu amb aquest estil persoàrab, concentrant-hi la major part de producció literària en Nastaʿlīq del món.

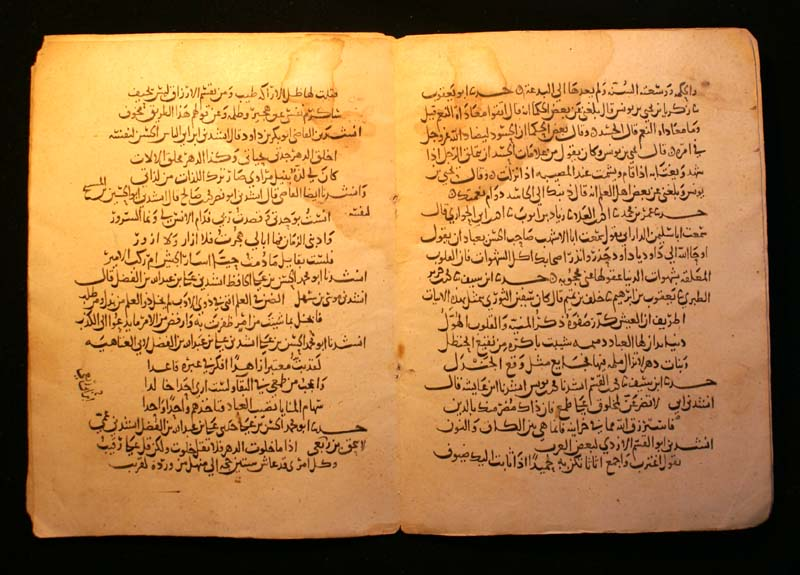
Manuscrit d'àrab de l'era Abbasida

L'alfabet urdú es llig de dreta a esquerra. Així doncs, l'alfabet persa ha estat modificat, el qual deriva al mateix temps de l'alfabet àrab. Amb 38 lletres, l'alfabet urdú s'escriu típicament en l'estil calligràfic Nasta'liq, mentre que l'àrab s'escriu normalment segons l'estil Naskh.
El sindhi també adoptà una variant de l'alfabet persa, al segle XIX. Aquest estil s'empra hui dia, encara que la majoria de llengües del Pakistan no ho fan, el Naskh és el més comú per al sindhi que el Nasta'liq. En total, aquesta forma d'escriptura compta amb 52 lletres, augmentant el de l'urdú amb dígrafs i dihuit noves lletres (ڄ ٺ ٽ ٿ ڀ ٻ ڙ ڍ ڊ ڏ ڌ ڇ ڃ ڦ ڻ ڱ ڳ ڪ) per a aquells sons que siguen particulars del sindhi i altres llengües indoariànes. Algunes lletres diferenciades entre l'alfabet àrab i el persa son homòfones en sindhi.
El blautxi i el paixtu s'escriuen en el mateix alfabet, el persa. L'estil shahmukhī, una variant de l'alfabet d'urdú, és el preferit per a escriure en panjabi al Pakistan.
Normalment, les transliteracions crues de l'urdú a l'alfabet llatí, urdú romanitzat, omet molts elements fonètics que no tenen cap equivalent en anglès o altres llengües escrites amb aquest alfabet. L'Autoritat Língüística Nacional de Pakistan ha desenvolupat sistemes de notacions per al xifratge de sons aliens a l'anglés, però aquests només poden ser llegits fidelment per algú ja familiaritzat amb l'urdú.

## Mapes
Ací podem trobar una sèrie de mapes que mostren la distribució de les diferents llengües del Pakistan segons el cens pakistanés de 2017. Tots aquests es refereixen només a la llengua materna de cada ciutadà individualment.

Llengua materna dominant en cada districte pakistanés segons el cens pakistanés de 2017

Percentatge de parlants nadius de panjabi.
Percentatge de parlants nadius de paixtu.
Percentatge de parlants nadius de sindhi.
Percentatge de parlants nadius de seraiki.
Percentatge de parlants nadius d'urdú.
Percentatge de parlants nadius de balutxi.
Percentatge de parlants nadius de hindko.
Percentatge de parlants nadius de brahui.
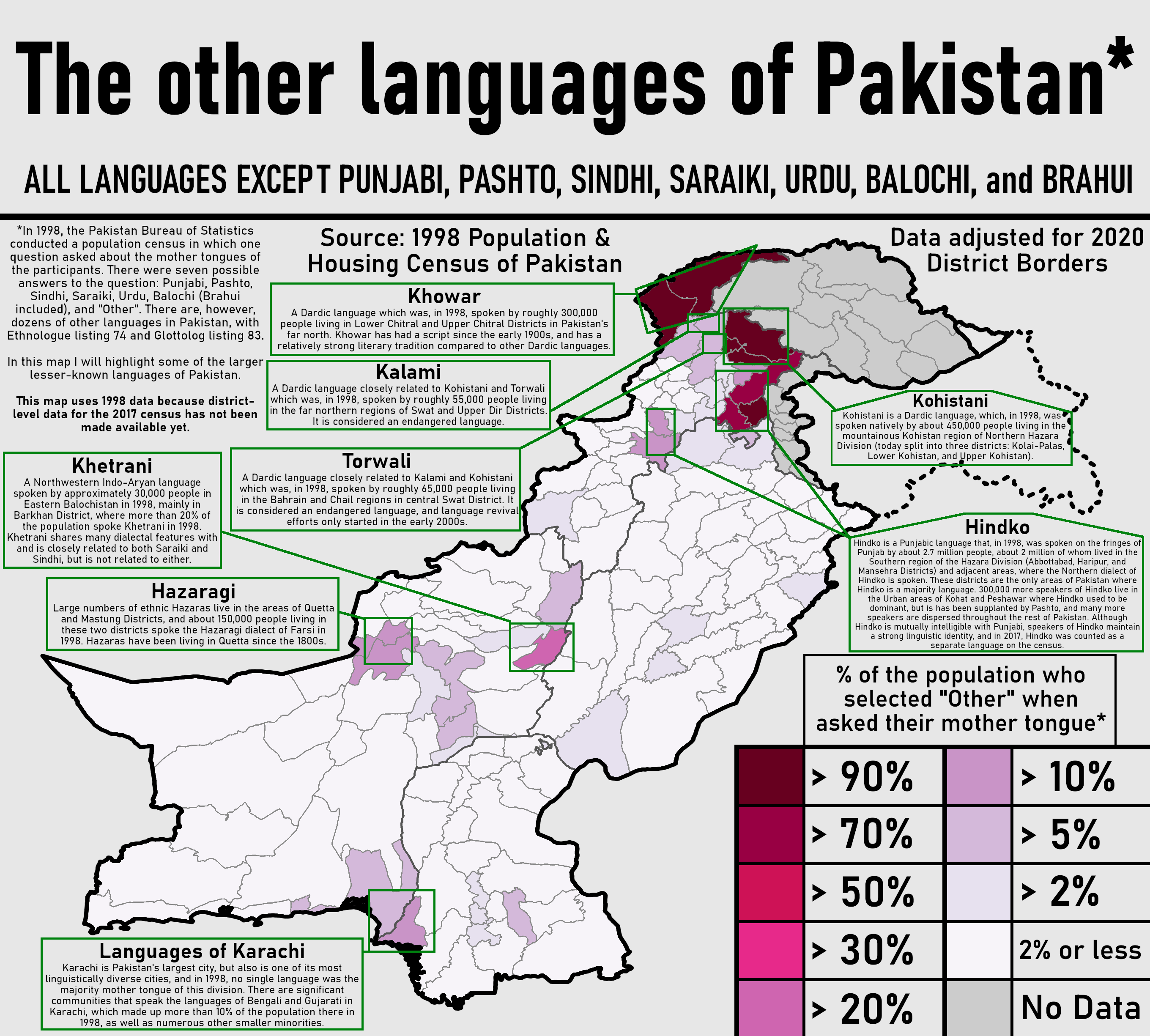
Percentatge de parlannts nadius d'altres llengües autòctones.